# Man in the Shadow
Man in the Shadow (br.: A soldo do diabo) é um filme de 1957 do gênero Western contemporâneo, dirigido por Jack Arnold. Roteiro de Gene L. Coon.

## Elenco
- Jeff Chandler...Ben Sadler
- Orson Welles...Virgil Renchler
- Colleen Miller...Skippy Renchler
- Ben Alexander...Ab Begley
- Barbara Lawrence...Helen Sadler
- John Larch...Ed Yates
- James Gleason...Hank James
- Royal Dano...Aiken Clay
- Paul Fix...Herb Parker
- Leo Gordon...Chet Huneker
- Martin Garralaga...Jesus Cisneros
- Mario Siletti...Tony Santoro, o barbeiro
- Charles Horvath...Len Bookman
- William Schallert...Jim Shaney
- Joseph J. Greene...Harry Youngquist
- Forest Lewis...Jake Kelley
- Harry Harvey...Dr. Creighton
- Joe Schneider...Juan Martin
- Mort Mills...porteiro do rancho
- Fred Graham (não creditado)...guarda do rancho

## Sinopse
Ben Sadler, o recém-eleito xerife da cidade americana na fronteira com o México Spurline,  recebe em seu escritório um trabalhador mexicano chamado Jesus Cisneros que lhe conta que um jovem amigo seu do trabalho de nome Juan desapareceu e está provavelmente morto. Cisneiros conta que viu o capataz e um companheiro do local que trabalha, o rancho "Império Dourado", espancarem violentamente Juan. Sadler vai até o rancho investigar e se encontra com o rico proprietário Virgil Renchler, que parece não se importar muito com o paradeiro de Juan. Não demora muito e Sadler descobre o envolvimento de Renchler no caso mas começa a enfrentar pressões para que cesse as investigações, não só por parte do rancheiro e seus capangas mas também dos demais cidadãos importantes do lugar.